# 4081 Tippett
A 4081 Tippett (ideiglenes jelöléssel 1983 RC2) a Naprendszer kisbolygóövében található aszteroida. Edward L. G. Bowell fedezte fel 1983. szeptember 14-én.